# Adolf Kober
Adolf Kober (Beuthen, 1879. szeptember 3. – New York, 1958. december 30.) német-zsidó középkortörténész, rabbi, író. 

## Élete
1908 és 1918 közt Wiesbaden rabbija volt. 1918-ban költözött Kölnbe. 1939-ben menekült az Amerikai Egyesült Államokba, ahol állampolgárságot kapott, itt is halt meg. Halála után Kölnben utcát neveztek el róla.